# Schlacht bei Lundy’s Lane
Kriegsschauplatz St. Lawrence/Lake Champlain 

1. Sacket’s Harbor – 1. Lacolle Mills – Ontariosee – Ogdensburg – New York – 2. Sacket’s Harbor – Châteauguay – Chrysler’s Farm – 2. Lacolle Mills – Fort Oswego – Big Sandy Creek – Plattsburgh
Niagara-Kriegsschauplatz

Queenston Heights – Frenchman’s Creek – George – Stoney Creek – Beaver Dams – Black Rock – Fort Niagara – Buffalo – 1. Fort Erie – Chippewa – Lundy’s Lane – 2. Fort Erie – Cook’s Mill
Detroit-Kriegsschauplatz

Tippecanoe – Fort Mackinac – Dearborn – Detroit – Fort Harrison – Fort Wayne – Wild Cat Creek – Mississinewa – Frenchtown – Fort Meigs – Fort Stephenson – Eriesee – Thames River – Longwoods – Prarie du Chien – Rock Island Rapids – Mackinac Island – Malcom’s Mills
Chesapeake-Kriegsschauplatz

Craney Island – St. Michaels – Chesapeake – Bladensburg – Washington – Caulk’s Field – North Point – Baltimore
Südlicher Kriegsschauplatz

Creek – 1. Fort Bowyer – Fayal – Pensacola – Borgnesee – New Orleans – Fort St. Philip – Fort Peter – 2. Fort Bowyer
Die Schlacht bei Lundy's Lane vom 25. Juli 1814 zwischen Briten und Amerikanern fand während des Britisch-Amerikanischen Kriegs in Kanada in der Nähe des Niagara River statt und endete taktisch ohne einen klaren Sieg, war jedoch strategisch ein britischer Erfolg.

## Verlauf
Anfang Juli 1813 stießen amerikanische Truppen unter General Jacob Brown (1775–1828) nach mehreren vergeblichen Invasionsversuchen in Kanada über den Niagara River nach Kanada vor. Am 3. Juli gelang die Einnahme der Grenzfestung Fort Erie, am 5. Juli siegte eine amerikanische Brigade unter Brigadegeneral Winfield Scott in der Schlacht bei Chippewa über ein britisches Kontingent unter Sir Phineas Riall. Nach diesem Sieg stieß Brown mit seinen Truppen auf Queenston (Ontario) vor, gab den Angriff jedoch auf, da er keine ausreichende Unterstützung durch die US-Flotte auf dem Ontariosee unter Kommodore Isaac Chauncey erhielt. Brown zog sich daraufhin nach Chippewa zurück, um von dort aus über Land an das Westende des Ontariosees vorzustoßen. Die Briten hatten jedoch 2.200 Soldaten bei Lundy's Lane sowie 1.500 weitere in Fort George und Fort Niagara zusammengezogen. Bei einem Aufklärungsvorstoß stieß Scotts Brigade am Nachmittag des 25. Juli bei Lundy's Lane zufällig auf dort stehende britische Truppen, etwa 1.000 Mann unter Sir Phineas Riall, die sich auf einem Hügelrücken postiert hatten und durch eine geschickt aufgestellte Geschützbatterie gedeckt waren. Nach und nach griffen sowohl Browns gesamte Armee (2.900 Mann) als auch die in der Nähe stehenden britischen Truppen, insgesamt etwa 2.800 Mann unter Generalleutnant Sir Gordon Drummond, in den Kampf ein. Die Amerikaner griffen über offenes, von Zäunen durchzogenes Gelände an und wurden mit schweren Verlusten zurückgeworfen. Brown machte den Fehler, seine Truppen einzeln in den Kampf zu schicken, statt einen massierten Angriff zu führen. Insbesondere Scotts Brigade erlitt sehr schwere Verluste. Die Soldaten beider Seiten litten stark unter der großen Hitze und dem Pulverdampf, der nicht abzog und die Sicht stark einschränkte. Nach einer Reihe verlustreicher Angriffe gelang es den US-Truppen unter General Ripley gegen 21:00 Uhr, die britische Geschützstellung einzunehmen und den anmarschierenden britischen Verstärkungen durch Artilleriefeuer aus kurzer Distanz schwere Verluste zuzufügen. Die Briten unternahmen eine Reihe verlustreicher Gegenangriffe, bei denen es vielfach zu Nahkämpfen kam. Aufgrund der Dunkelheit und des Pulverdampfs kam es immer wieder zu Verwechslungen und Schießereien zwischen Soldaten der eigenen Seite. Zwar gelang es Drummonds Soldaten nicht, bis zu den Geschützen vorzustoßen, doch konnten sie die amerikanischen Geschützbedienungen ausschalten. Um Mitternacht zogen sich die Amerikaner schließlich zurück, weil ihre Verbindungslinien überdehnt waren und sie zu große Verluste erlitten hatten, um die Hügelkuppe zu halten. Ein Geschütz konnten die Amerikaner mitnehmen, der Rest fiel wieder in britische Hände. Die total erschöpften britischen Soldaten warfen sich auf den Boden, wo sie gestanden hatten, und schliefen zwischen Bergen von Toten. Brown und Scott wurden verwundet, ebenso Drummond, Riall geriet in amerikanische Gefangenschaft.

## Ergebnisse
Das Gefecht bei Lundy's Lane war die blutigste Schlacht, die je auf kanadischem Boden stattgefunden hat. Die Briten beklagten 878, die Amerikaner 854 Tote und Verwundete. Beide Seiten beanspruchten den Sieg für sich. Die Amerikaner hatten die britischen Linien nicht durchbrechen können und das Schlachtfeld geräumt, die Briten hatten dieses jedoch nur besetzen können, weil sich die Amerikaner zurückgezogen hatten. Strategisch war Lundy's Lane ein britischer Erfolg, da die Amerikaner ihre Invasion abbrechen und sich aus Kanada zurückziehen mussten. Damit scheiterte die letzte realistische Möglichkeit, das Kriegsziel der Eroberung Kanadas zu erreichen, da die Briten nach dem Ende der Kämpfe gegen Napoleon nun vermehrt Verstärkungen aus Europa erhielten. Die US-Truppen konnten zwar noch eine Belagerung von Fort Erie (bis 21. September) erfolgreich bestehen, gaben die Grenzfestung und damit ihre letzte Eroberung auf kanadischem Boden aber am 5. November auf.

## Nationale Würdigung
Am 20. Mai 1937 wurde der Ort der Schlacht durch die kanadische Regierung zu einer „nationalen historischen Stätte“ in der Region Niagara erklärt. Die Würdigung erfolgte auf Vorschlag des Historic Sites and Monuments Board of Canada.